# Hermann Kremer
Hermann A. Kremer (* 1941 in Bottrop; † 7. Dezember 2021) war ein deutscher Mäzen, Kunstsammler und Stiftungsgründer. Neben seinem Beruf als Gynäkologe ließ er in Potsdam vier denkmalgeschützte Häuser renovieren und gründete das Museum Alexandrowka.

## Leben
Hermann A. Kremer wurde 1941 als Sohn eines Bauingenieurs in Bottrop geboren. Nach seinem Abitur studierte er Medizin an den Universitäten in Münster, Marburg, Paris und Tübingen. 1967 schrieb er seine Dissertation an der Universität Tübingen zum Thema Innere Medizin. Nach seiner Tätigkeit 1968 als Medizinalassistent im Marienhospital in Bottrop begann er 1969 seine Facharztausbildung an der Universitäts-Frauenklinik in Bonn als wissenschaftlicher Assistent von Jürgen Plotz. Zu diesem Zeitpunkt veröffentlichte er verschiedene Publikationen zur Endokrinologie und Gynäkologie. 1971 heiratete er Elke Kremer, geb. Plötz aus Bersenbrück. Nach der Geburt seiner beiden Kinder ließ er sich 1975 als Gynäkologe in Haltern am See nieder. Zugleich baute er ein Einsendelabor für gynäkologische Zytologie und eröffnete eine Fachpraxis für Reproduktionsmedizin und wurde „Member of the International Academy of Cytology“. 2011 beendete Kremer seine Tätigkeit als Gynäkologe und Zytologe.
Durch eine Reise 1993 in die „neuen“ Bundesländer wurde sein Interesse für den Denkmalschutz geweckt. 1999 erwarb Hermann A. Kremer das Haus „Russische Kolonie Nr. 8“ von 1823 in Potsdam und begann eine denkmalgerechte aufwendige Renovierung. Im Jahr 2000 erwarb er zusätzlich ein zweites Haus („Nr. 2“) in der Russischen Kolonie, renovierte auch dieses und richtete hier das Museum Alexandrowka mit dem Thema „Bedeutung und Hintergrund der Russischen Kolonie Alexandrowka in Potsdam“ ein. 2001 gründete er die „Potsdam Stiftung Kremer“ zur Förderung von Kunst und Kultur in Brandenburg. 2005 wurde das Museum mit Bistro, Gartencafé und Shop, welches neun Monate im Jahr geöffnet ist, eröffnet.
2001 erwarb Kremer außerdem ein Haus des Bauherrn Friedrich der Große und des Architekten Carl von Gontard aus dem Jahr 1767 am Bassinplatz in Potsdam. Das Haus wurde sehr aufwendig vollständig renoviert und alle sieben Kaminzüge und Feuerstellen wurden wiederhergestellt. Hierfür erhielt Hermann A. Kremer 2001 den Denkmalpreis des Landes Brandenburg.
2004 erwarb Kremer das Ensemble einer alten Ziegelei am Beetzsee bei Brandenburg/Havel. Er ließ es unter Denkmalschutz stellen und renovierte drei der fünf Gebäude. Hierin wurden zum Teil Ferienwohnungen eingerichtet.
2007 erwarb er ein weiteres Haus am Bassinplatz in Potsdam: Nr. 10 „Mozarthaus“. Hier hat u. a. Mozart 1789 gewohnt. Das Haus wurde sehr aufwendig renoviert. Hierbei wurden im ersten Stock Fresken aus der Bauzeit entdeckt und konserviert.
Als Wertschätzung für seine Tätigkeiten und sein Engagement erfolgte 2017 die Eintragung ins Goldene Buch der Stadt Potsdam.
Ab 2006 widmete sich Kremer dem Aufbau einer Kunstsammlung mit dem Thema „Klassische und prähistorische Kunst“ sowie seiner Tätigkeit als Mäzen. Er wohnte weiter in Haltern am See.